# ستانلي (مقاطعة بارون)
ستانلي، مقاطعة بارون (بالإنجليزية: Stanley, Barron County, Wisconsin)‏ هي بلدة تقع بولاية ويسكونسن في الولايات المتحدة. تبلغ مساحتها 81.9 (كم²)، وترتفع عن سطح البحر 374 م، بلغ عدد سكانها 2229 نسمة في عام 2000 حسب إحصاء مكتب تعداد الولايات المتحدة وتصل الكثافة السكانية فيها 27.7 نسمة/كم2.

## وصلات خارجية
- The US50 - Cities and Towns in Wisconsin State
- Wisconsin Cities and Towns, Facts, Map, Flag, Colleges, Government, and More